# McDonald’s
McDonald’s (рус. Макдо́налдс, также неофициально Макдо́нальдс) — американская корпорация, работающая в сфере общественного питания, крупнейшая в мире сеть ресторанов быстрого питания, работающая по системе франчайзинга. По состоянию на конец 2022 года под торговой маркой McDonald’s работало 40 275 ресторанов, из них 95 % на правах франчайзинга. Корпорация входит в список крупнейших компаний США Fortune 500 (в 2022 году — 152-е место). Штаб-квартира компании расположена в пригороде Чикаго Оук-Бруке.

## История
Компания основана в 1940 году братьями Диком и Маком Макдоналдами (первый ресторан открылся в Сан-Бернардино, Калифорния), в 1948 году впервые в мире сформулировала принципы концепции «быстрого питания».
В 1954 году Рэй Крок приобрёл у братьев Макдоналдов право выступать в качестве эксклюзивного агента по франчайзингу. В 1955 году он открыл свой первый McDonald’s в городке Дес-Плейнсе, штат Иллинойс (в настоящее время — музей корпорации). Позже в том же году Кроком была зарегистрирована компания McDonald’s System, Inc., в 1960 году переименована в McDonald’s Corporation. К 1959 году количество ресторанов, открытых Кроком, превысило сотню, в 1961 году он за 2,7 млн долларов купил у Макдоналдов все права на компанию. Также в 1961 году был открыт первый университет гамбургерологии, образовательное учреждение по подготовке кадров для пищевой отрасли, в первую очередь для работы в системе McDonald’s. Всего в мире действует 7 таких университетов: в Чикаго (США), Токио (Япония), Сан-Паулу (Бразилия), Лондоне (Великобритания), Мюнхене (Германия), Шанхае (Китай), Сиднее (Австралия).
Уже с начала 1960-х годов компания делала большой упор на рекламу, став одним из самых узнаваемых брендов. В 1962 году логотипом компании стали две золотые арки, образующие букву «М», в следующем году был продан миллиардный гамбургер, а также для привлечения детей был введён рыжеволосый клоун Рональд Макдональд.
В 1965 году компания стала публичной, разместив свои акции на Нью-Йоркской фондовой бирже, через 20 лет её акции вошли в Промышленный индекс Доу Джонса. В 1968 году на рынок был представлен «Биг Мак» и открыт тысячный ресторан, в 1969 году был продан пятимиллиардный гамбургер, с 1970 года компания McDonald’s была представлена во всех 50 штатах. С 1973 года в ресторанах начали продавать готовые завтраки, к концу 1980-х годов на McDonald’s приходилась четверть рынка готовых завтраков. С 1975 года начало развиваться обслуживание клиентов прямо в автомобилях, со временем такая форма обслуживания начала давать более половины выручки системы McDonald’s. С 1979 года начались продажи наборов еды для детей «Хэппи Мил», включавшие игрушку. В 1983 году в меню были добавлены куриные макнаггетсы, уже к концу этого года McDonald’s вышла на второе место в мире по розничной продаже курятины.
К концу 1970-х годов рынок быстрой еды в США начал достигать насыщения, между ведущими компаниями в этой сфере (McDonald’s, Burger King и Wendy’s) начались так называемые «бургерные войны»; пытаясь увеличить свою долю на рынке, компании прибегали как к снижению цен, так и к агрессивным рекламным кампаниям, направленным против конкурентов. Не сумев достичь большого прогресса в этой борьбе, McDonald’s начала наращивать своё присутствие в других странах. Первый ресторан за рубежом был открыт в 1967 году в Канаде, к началу 1990-х годов зарубежные операции приносили более трети выручки компании, компания была представлена в 58 странах, наиболее значительным было присутствие в Японии, Канаде, Германии, Великобритании, Австралии и Франции.
31 января 1990 года в Москве был открыт первый в СССР (и самый большой на то время в мире) ресторан «Макдоналдс»; в том же году были открыты рестораны в нескольких восточноевропейских странах и в материковом Китае.
В апреле 1988 года был открыт 10-тысячный ресторан, в середине 1996 года — 20-тысячный, в 1997 году количество ресторанов превысило 23 тысячи, из них 12 500 — в США. Но проявления перенасыщения рынка становились всё заметней, новые рестораны уменьшали выручку старых. В попытках увеличить выручку компания допустила несколько маркетинговых просчётов, таких как расширение меню пиццами, жареными цыплятами, макаронами и низкокалорийными сэндвичами, открытие миниресторанов на автозаправках и в торговых центрах, провальная рекламная кампания My McDonald’s. Сравнительно успешным проектом второй половины 1990-х годов было подписанное в 1996 году соглашение о сотрудничестве с Walt Disney Company.
В 1997 году на фуд-корте в торговом центре Абасто в Буэнос-Айресе (Аргентина) открылся кошерный ресторан McDonald’s, не имевший аналогов среди ресторанов компании за пределами Израиля.
В 1998 году в составе высшего руководства впервые появился человек, не проработавший в компании много лет, им стал Алан Фелдман из «Пицца Хат», назначенный президентом подразделения McDonald’s USA. Также в этом году впервые начались сокращения персонала, а компания показала падение прибыли. В конце 1990-х и начале 2000-х годов McDonald’s пыталась расширяться за счёт поглощений таких компаний, как британская сеть кофеен Aroma Café (1999 год) и американские сети ресторанов Chipotle Mexican Grill (1998 год), Donatos Pizza (1999 год) и Boston Market (2000 год). Однако эти приобретения не принесли желаемого результата и вскоре были проданы. К проблемам компании добавлялись судебные иски, в которых утверждалось, что регулярное употребление еды из «Макдоналдсов» приводит к ожирению, а в масле для обжарки картофеля-фри (которое, как утверждала компания, было на 100 % вегетарианским) содержится порошок из говядины. Ещё одним негативным аспектом в деятельности компании было то, что антиамериканские и антиглобалистские настроения время от времени выливались в атаки на розничные точки американских компаний, и рестораны McDonald’s были излюбленной целью этих атак.
В 2001—2002 годах McDonald’s в семи из восьми кварталов показывал падение прибыли, а в последнем — чистый убыток. В начале 2003 года компанию возглавил Джим Канталупо, работавший в ней с 1974 года. Под его руководством было закрыто 700 ресторанов (в основном в США и Японии), уволено 600 сотрудников и начата рекламная кампания I’m lovin’ it (в русской версии — «Вот что я люблю»), развёрнутая одновременно в более чем 100 странах. Также было решено отказаться от экспериментов и сконцентрироваться на основном направлении: продаже гамбургеров. С 2004 года компания начала инвестировать значительную часть прибыли в выкуп собственных акций, на 2018 год нераспределённая прибыль, вложенная в выкуп акций, составила 50 млрд $.
История появления ресторана показана в кинодраме 2016 года «Основатель».
В 2017 году китайская инвестиционная корпорация CITIC и американский фонд Carlyle Group купили 80 % сети ресторанов McDonald’s в Китае и Гонконге за 2,08 млрд долларов. После окончания сделки 52 % бизнеса сети ресторанов сосредоточились у CITIC Group, 28 % — у Carlyle и 20 % остались у McDonald’s.
25 марта 2019 года компания McDonald’s объявила о покупке израильского ИТ-стартапа Dynamic Yield Ltd, который занимается технологиями в сфере искусственного интеллекта. Сделку называли самой крупной в истории корпорации за последние 20 лет; по неподтверждённой информации, её сумма может составлять 300 млн долларов.
Деятельность компании на территории России была остановлена с 9 марта 2022 года после вторжения России на Украину, в результате чего 850 ресторанов в России были временно закрыты.
16 мая 2022 года «Макдоналдс» объявил об уходе из России и продаже бизнеса бывшему владельцу франшизы «Макдоналдс» в Сибири Александру Говору.
Начиная с 12 июня 2022 года в бывших помещениях McDonald’s начали открываться рестораны новой российской сети «Вкусно — и точка».
11 ноября 2022 года было объявлено, что все 25 ресторанов сети в шести городах Республики Беларусь в течение нескольких недель должны были продолжить работу под брендом «Вкусно — и точка», однако этого не произошло, и с 27 ноября 2022 года по 17 апреля 2023 года рестораны работали под вывеской «Мы открыты!», а с 18 апреля 2023 года все бывшие белорусские рестораны сети «Макдоналдс» стали работать под брендом Mak.by.

## Собственники и руководство
Начиная с 2004 года корпорация проводила программу по выкупу собственных акций, на 2019 год 54,3 % акций были казначейскими. Остальные в основном принадлежат институциональным инвесторам; крупнейшие из них:
- The Vanguard Group, Inc. — 8,51 %;
- Capital Research & Management Co. — 8,48 %;
- SSgA Funds Management, Inc. — 5,15 %;
- Fidelity Management & Research Co. — 2,63 %;
- BlackRock Fund Advisors — 2,28 %;
- Wellington Management Group — 2,08 %;
- T. Rowe Price Associates, Inc. — 1,95 %;
- Putnam LLC — 1,69 %;
- Geode Capital Management — 1,57 %[22].

Хронология руководства:
- председатели совета директоров:
  - 1955—1977 Реймонд Альберт Крок (1902—1984), основатель компании;
  - 1977—1980 Фред Тёрнер (1933—2013), в компании с 1956 года;
  - 1980—1999 Майкл Куинлан (род. 9 декабря 1944 года), в компании с 1963 года;
  - 1999—2002 Джек Гринберг (род. 28 сентября 1942 года), в компании с 1981 года;
  - 2003—2004 Джеймс Ричард Канталупо (1943—2004), в компании с 1974 года;
  - 2004—2016 Эндрю Маккена (род. 17 сентября 1929 года), член совета директоров с 1991 года.
- президенты и CEO:
  - 1955—1973 Реймонд Альберт Крок;
  - 1973—1987 Фред Тёрнер;
  - 1987—1998 Майкл Куинлан;
  - 1998—2002 Джек Гринберг;
  - 2003—2004 Джеймс Ричард Канталупо;
  - 2004—2004 Чарльз Белл (1960—2005), в компании с 1976 года, с 2002 года президент;
  - 2004—2012 Джеймс Скиннер (род. в 1944 году), в компании с 1971 года;
  - 2012—2015 Дон Томпсон (род. 30 марта 1963 года), в компании с 1990 года.
  - 2015—2019 Стивен Джеймс Истербрук (род. 6 августа 1967 года), в компании с 1993 года[23][24].

- Энрике Эрнандес мл. (род. 2 ноября 1955 года в Лос-Анджелесе) — независимый председатель совета директоров с 2016 года; также председатель и главный управляющий компании в сфере безопасности Inter-Con Security[англ.] (основанной его отцом), член совета директоров Chevron Corporation (с 2008 года). Образование — Гарвардский университет[25].
- Крис Кемпчински (Chris Kempczinski, род. 26 сентября 1968 года) — президент и генеральный директор с ноября 2019 года, до этого был президентом McDonald’s США, в компании с 2015 года[26].

## Деятельность

Карта мира, на которой показаны филиалы сети ресторанов «Макдоналдс» и год начала их деятельности

Под торговой маркой McDonald’s на конец 2022 года работало 40 275 ресторанов в 100 странах мира, из них 95 % управлялось по франчайзингу, поэтому ассортимент ресторанов, размер и состав порций может сильно различаться в разных странах. Общий оборот системы McDonald’s составил 118,2 млрд $ (из них 48,7 млрд $ — в США), общее число сотрудников — около 2 млн. В 2018 году впервые в истории корпорации выручка от франчайзинга превысила выручку от собственных ресторанов (11 млрд $ против 10 млрд $), в 2022 году это соотношение было 14,1 млрд $ к 8,7 млрд $. По обычным условиям франчайзинга корпорация приобретает или арендует недвижимость под ресторан, остальные расходы несёт тот, кто приобретает право использовать торговую марку. Стандартный срок действия договора — 20 лет. Выручка от франчайзинга состоит из стартового взноса, арендной платы за недвижимость и отчислений от выручки за использование торговой марки (в сумме около 7,8 % от оборота).
Подразделения сформированы по географическому принципу (данные на конец 2022 года):
- США — 13 444 ресторана (693 собственных), 41 % выручки;
- развитые рынки — Австралия, Канада, Франция, Германия, Нидерланды, Испания, Италия, Великобритания; 10 103 ресторана (1097 собственных), 49 % выручки;
- зарождающиеся рынки — другие страны, в которых присутствует McDonald’s; 16 728 ресторанов (316 собственных), 10 % выручки.

В США больше всего ресторанов в штатах Нью-Йорк, Калифорния и Техас, самая высокая их концентрация — в штатах Огайо, Мичиган, Канзас, Мэриленд и Луизиана. Помимо США, наибольшее количество ресторанов в следующих странах: Япония (2975), КНР (2700), Германия (1480), Канада (1450), Франция (1419), Великобритания (1274), Австралия (920), Бразилия (812), Россия до 2022 года (649), Филиппины (640), Италия (587), Испания (509), Республика Корея (447), Польша (427), Тайвань (413), Мексика (402), Саудовская Аравия (304), Индия (290), Малайзия (282), ЮАР (275), Турция (253), Нидерланды (249), Таиланд (240), Гонконг (237), Аргентина (222), Австрия (195), Швеция (191), Израиль (185), ОАЭ (172), Индонезия (170), Швейцария (167), Новая Зеландия (166), Португалия (148), Сингапур (136), Венесуэла (133), Египет (114), Чехия (99), Гватемала (95), Венгрия (89), Дания (89), Ирландия (89), Бельгия (85), Колумбия (81), Румыния (80), Украина (80), Кувейт (77), Чили (77), Норвегия (71), Финляндия (65), Пакистан (60), Панама (57), Коста-Рика (54), Марокко (47).
Ассортимент ресторанов включает в себя гамбургеры (в том числе «Биг Мак»), сэндвичи, картофель фри, десерты, напитки и т. п. В большинстве стран мира в ресторанах сети продают пиво, однако в России рестораны «Макдоналдс» являлись полностью безалкогольными. Одним из наиболее активно развивающихся проектов компании в последнее время стала сеть кофеен «McCafé», в чьё базовое меню входят, помимо кофе, напитки, десерты и круассаны.
|                     | 2001…  | 2006…  | 2011  | 2012  | 2013  | 2014  | 2015  | 2016   | 2017   | 2018   | 2019  | 2020   | 2021   | 2022   |
| ------------------- | ------ | ------ | ----- | ----- | ----- | ----- | ----- | ------ | ------ | ------ | ----- | ------ | ------ | ------ |
| Оборот              | 14,87… | 20,90… | 27,01 | 27,57 | 28,11 | 27,44 | 25,41 | 24,62  | 22,82  | 21,03  | 21,36 | 19,21  | 23,22  | 23,18  |
| Чистая прибыль      | 1,673… | 3,544… | 5,503 | 5,465 | 5,586 | 4,758 | 4,529 | 4,687  | 5,192  | 5,924  | 6,025 | 4,730  | 7,545  | 6,177  |
| Активы              | 22,54… | 28,97… | 32,99 | 35,39 | 36,63 | 34,23 | 37,94 | 31,02  | 33,80  | 32,81  | 47,51 | 52,62  | 53,85  | 50,44  |
| Собственный капитал | 9,488… | 15,46… | 14,39 | 15,29 | 16,01 | 12,85 | 7,088 | -2,204 | -3,268 | -6,258 | -8,21 | -7,825 | -4,601 | -6,003 |
| Ресторанов, тыс.    | 30,09… | 31,05… | 33,51 | 34,48 | 35,43 | 36,26 | 36,53 | 36,90  | 37,24  | 37,86  | 38,69 | 39,19  | 40,03  | 40,28  |

## Критика

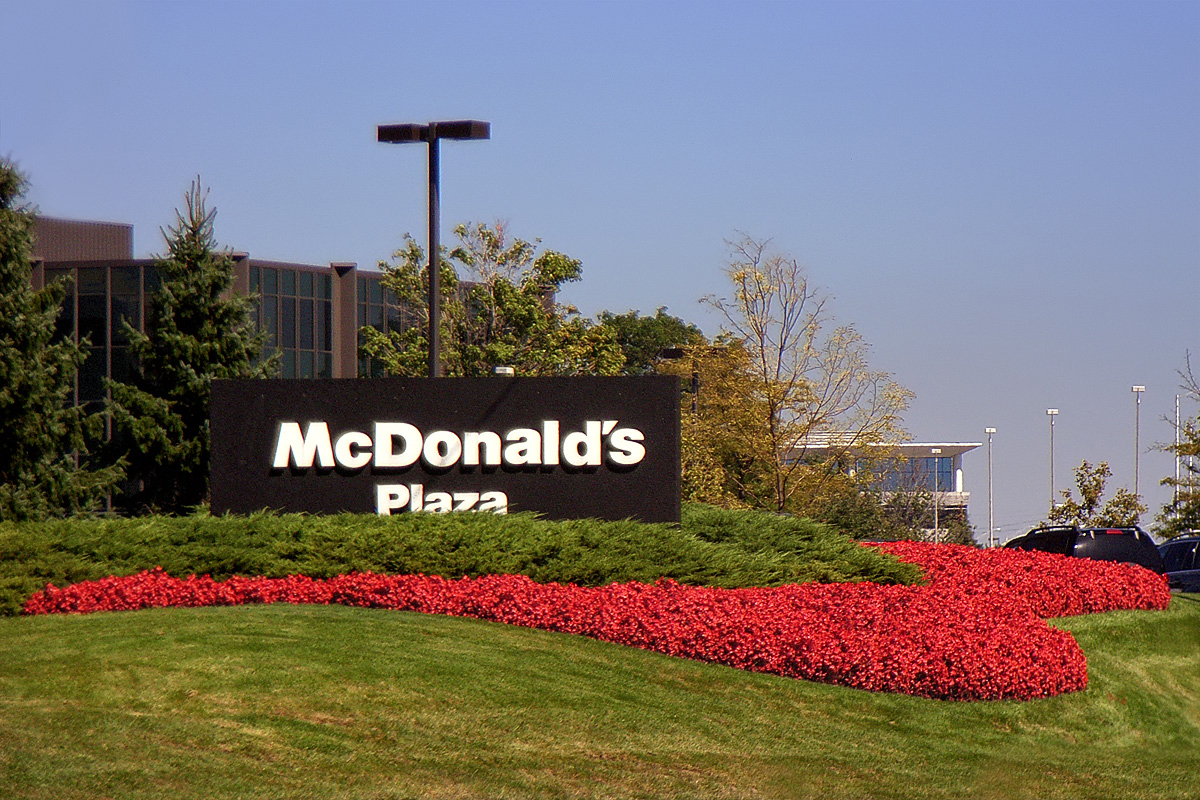
McDonald’s Plaza

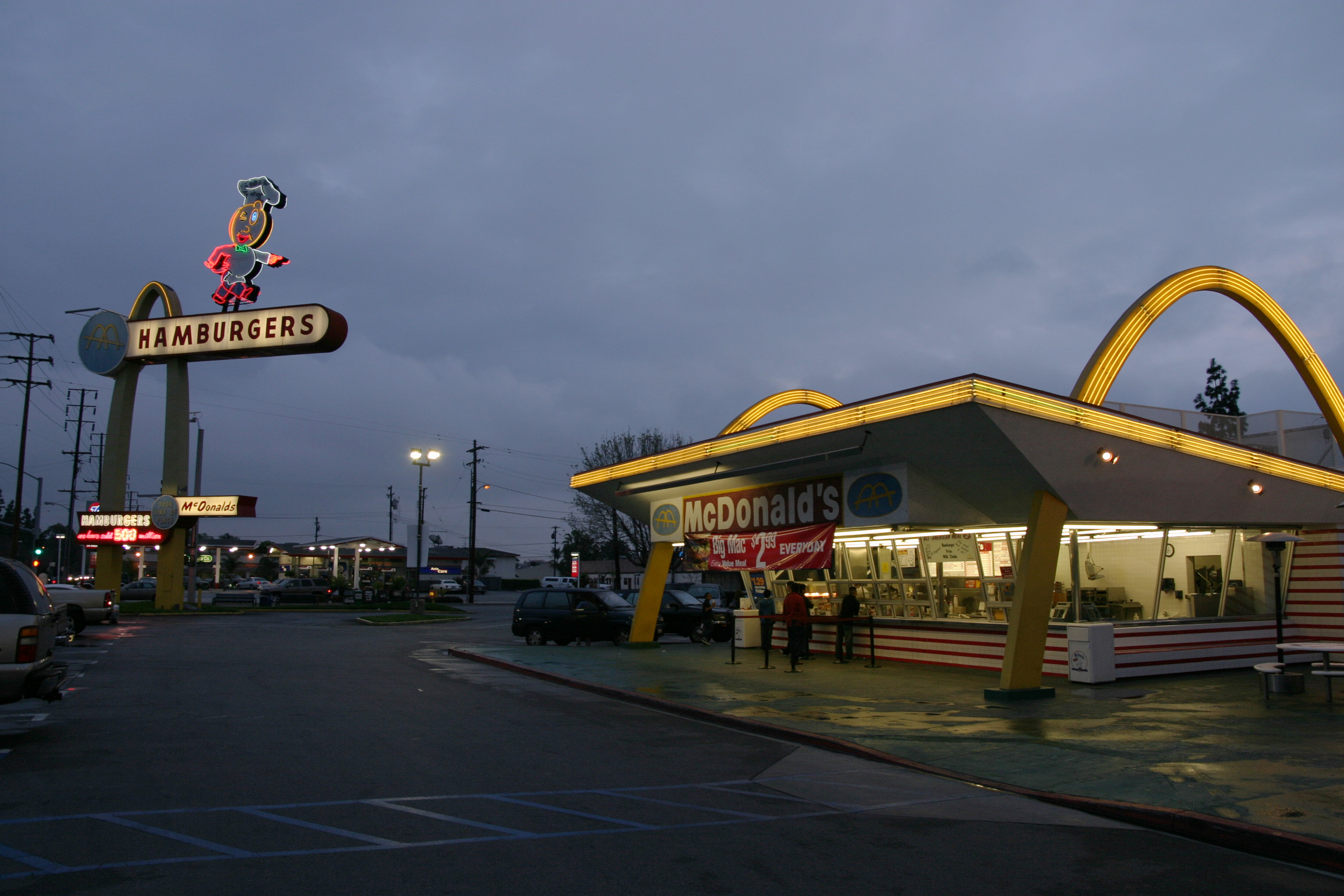
Самый старый из ныне действующих ресторанов «Макдоналдс» в мире (Дауни, штат Калифорния, США)

В документальном фильме «Двойная порция», снятом Морганом Сперлоком, главный герой в течение 30 дней ел исключительно фастфуд, в том числе, по условиям эксперимента, минимум один раз в день он должен был употреблять еду из McDonald’s. После окончания данного эксперимента в независимом медицинском учреждении зафиксированы отрицательные последствия для здоровья героя: увеличение веса на 12 кг, ожирение, увеличение сахара в крови, боли в животе, колебания настроения, половое бессилие и т. д. По словам авторов передачи, на ликвидацию этих последствий потребуется 50 000 $ на полугодовой курс интенсивного лечения.
Среди ингредиентов, используемых при производстве блюд McDonald’s, — множество химических пищевых добавок (ароматизаторов, стабилизаторов, консервантов, красителей и т. д.).
«Макдоналдс» часто показывается как негативный пример глобализации. Часто эти рестораны становятся целью атак антиглобалистов. Также компания неоднократно оказывалась под критикой и атаками зоозащитников (к примеру, PETA).
Журналистка Оксана Прилепина в своей статье сравнивает «Макдоналдс» с тоталитарным государством со своими жестокими законами.
Канадским писателем Дугласом Коуплендом в одноимённой книге был введён в широкий оборот термин англ. mcjob (на русский язык название книги было переведено как «макрабство», однако сейчас чаще применяется транскрибированный вариант «макджоб»), обозначающий низкооплачиваемую, малопрестижную работу. В силу своей популярности это слово попало даже в Вебстерский словарь и Оксфордский словарь английского языка; официальные представители McDonald’s неоднократно высказывали своё недовольство этим фактом.

### Дело о чашке кофе
В 1994 году состоялось слушание по делу Либек против McDonald’s, в результате которого компании был присуждён штраф в размере 640 000 долларов за причинение вреда здоровью. До принятия решения по апелляции стороны договорились о неразглашённой сумме компенсации.

### Слежка за активистами Гринписа

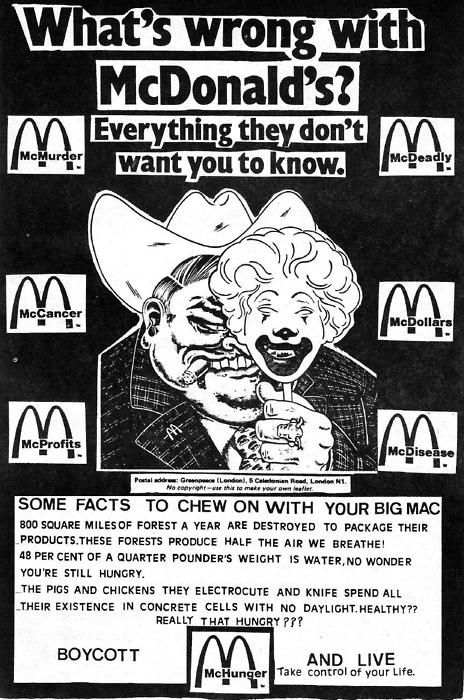
Обложка брошюры Гринпис «Что не так с Макдоналдс? — Всё, что они хотят скрыть от вас.»

Имел место случай, когда McDonald’s организовала слежку за активистами Гринписа. В 1985 году последние выступили с инициативой проведения ежегодного международного «Дня действий против McDonald’s»; та же первоначально, казалось, игнорировала это, однако в 1990 году подала в суд на пятерых активистов за клевету. «Дело Маклибела» (McLibel case), как его стали называть, стало самым продолжительным в истории британской юридической системы. В ходе судебных разбирательств выяснилось, что имело место тесное сотрудничество McDonald’s с местной полицией; кроме того, корпорация нанимала для слежки частных детективов. Против небольшой группы активистов Гринписа McDonald’s подрядила столько тайных агентов, что на ряде собраний их присутствовало столько же, сколько и настоящих активистов.

### Сексуальный скандал с гендиректором
В 2019 году Стивен Истербрук был уволен за сексуальные отношения с одной из сотрудниц, это нарушение политики компании. Генеральному директору удалось договориться, что в соглашении об увольнении не будет указано, что Истербрук покидает свой пост из-за нарушений. В противном случае, Истербрук лишился бы компенсации. Тогда генеральный директор заявлял, что сексуальной связи с другими коллегами у него не было, однако, после его ухода, выяснилось что это не так. Стивен Истербрук принес извинения и вернул полученную компенсацию.
В январе 2023 года Комиссия по ценным бумагам и биржам США обвинила бывшего генерального директора McDonald’s Стивена Истербрука в введении в заблуждение инвесторов о причинах своей отставки в 2019 году.

## Дочерние компании
Основные дочерние компании по состоянию на конец 2022 года:
- США (штат Делавэр): McDonald’s Deutschland LLC; McDonald’s Development Italy LLC; McDonald’s Global Markets LLC; McDonald’s International Property Company, Ltd.; McDonald’s Real Estate Company; McDonald’s Restaurant Operations Inc.; McDonald’s USA, LLC
- Австралия: McDonald’s Australia Ltd.
- Великобритания: MCD Europe Ltd.; MCD Global Franchising Ltd.; McDonald’s Real Estate LLP; McDonald’s Restaurants Ltd.
- Германия: McDonald’s GmbH; McDonald’s Immobilien GmbH
- Испания: Restaurantes McDonald’s, S.A.U.
- Канада: 3267114 Nova Scotia Company; McDonald’s Restaurants of Canada Ltd.
- Республика Корея: HanGook McDonald’s Co. Ltd.
- Польша: McDonald’s Polska Sp. z o.o
- Сингапур: McD APMEA Singapore Investments Pte. Ltd.
- Франция: McDonald’s France S.A.S.
- Швейцария: McDonald’s Suisse Development Sàrl; McDonald’s Suisse Franchise Sàrl; McDonald’s Suisse Restaurants Sàrl

## Отражение в культуре
В 2016 году вышел художественный фильм «Основатель», поставленный режиссёром Джоном Ли Хэнкоком о жизни американского бизнесмена Рэя Крока. Роль Крока исполнил Майкл Китон.